# Galgala
Galgala és una vila de la regió de Bari a l'estat autònom del Puntland, capital del districte del mateix nom. És al mateix temps capital d'un districte de la regió de Bari Occidental, creada per l'estat autònom de Maakhir, però que seria una creació sobre el paper, ja que no consta que hi tingui jurisdicció efectiva. En aquesta ciutat hi vivien fins al segle xix comunitats cristianes que foren massacrades pels warsangeli; es conserven encara algun temples i esglésies. La ciutat té uns 40.000 habitants
Els galgala formen una minoria ètnica que van donar suport al règim comunista de Siad Barre (1969-1991) i quan va caure en van patir les conseqüències; els galgala de Mogadiscio i Jowhar es van haver de refugiar al sud, a Kishmayu on van anar a parar uns cinc mil galgales; els galgala no obstant se identifiquen amb els majeerteen.

## Ecologia
La vila de Galgala està situada a la zona septentrional de l'ecoregió Boscos montans xeròfits somalis.